# シドアルジョの泥火山
シドアルジョの泥火山（シドアルジョのでいかざん）とは、インドネシア東ジャワ州シドアルジョ県で2006年5月29日に発生した世界最大の泥火山。泥土噴出事故としても過去最大規模の被害をもたらした。Lumpur Sidoarjo（Lumpurはインドネシア語で「汚泥」の意）からとってLUSIと呼ばれており、日本語では「ルシ」「ルーシー」と表記されている。本記事では、泥火山「ルーシー」およびその噴出による被害について記載する。

## 概要

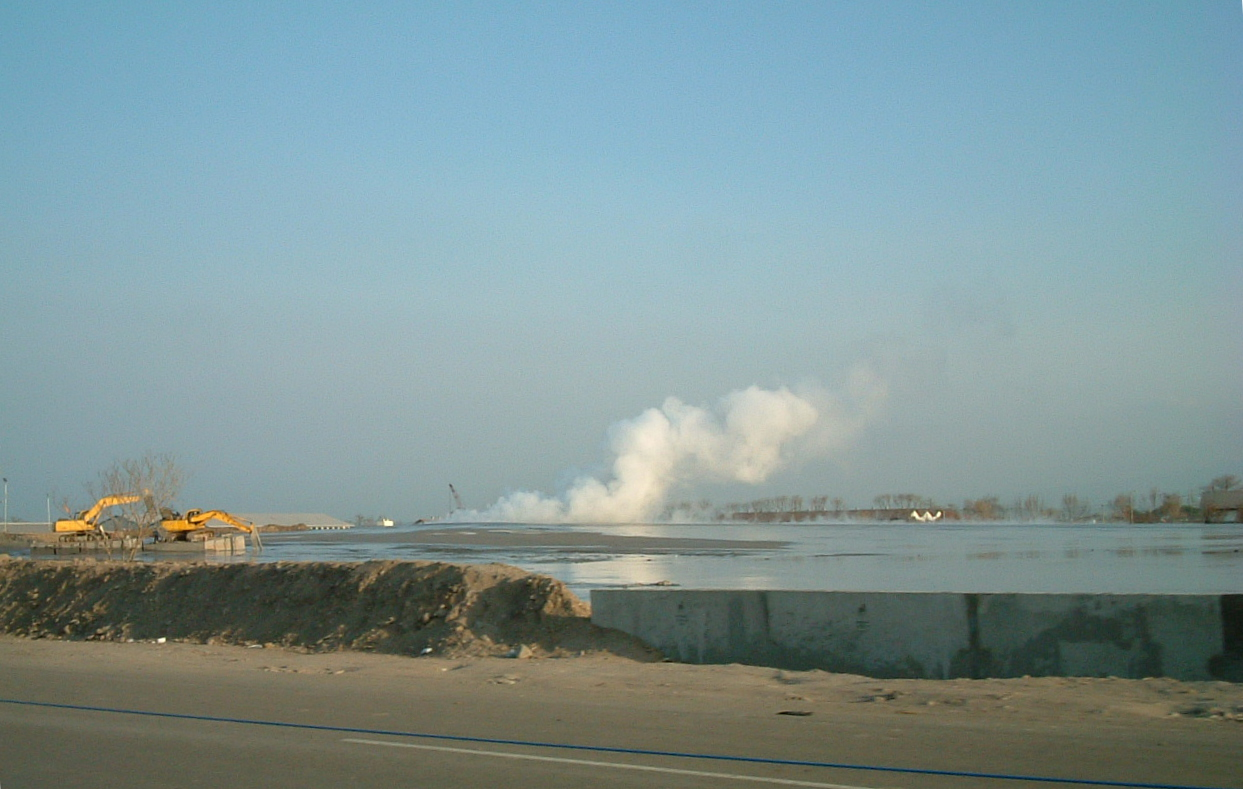
道路から望む泥に没した地域。

2006年5月29日、シドアルジョ県近郊にあった天然ガスの試削現場から高温の汚泥と有毒ガスが噴出し始めた。ジャワ島では泥火山自体は珍しいものではなかったが、ルーシーはこれまでの泥火山と規模が違い、最大で一日あたり18万立方メートルの汚泥を噴出した。2011年時点でダラム大学の研究チームは泥の噴出が今後26年間続くと予測している。発生から11年が経過した2017年時点でも泥の噴出は継続しており、2017年時点までに13人が死亡し6万人が自宅を放棄して避難した。泥土は16平方キロメートル近くに広がり、高さは最大で40メートルに及んだ。この噴出について地震が原因の自然的なものか、それとも天然ガス田の掘削が原因の人為的なものか意見が分かれており、当時掘削を行っていた石油・天然ガス採掘会社のラピンド・ブランタス (Lapindo Brantas) は自社の専門家は地震が原因だとしていると主張、現地住民には援助金を約束したが、2016年時点でも未払いの補償金がある。
シドアルジョの泥火山は世界最大のものであり、現地には泥火山ツアーなどで観光客が訪れている。また、被災者や失業者の中には観光ガイドや観光客向けのオジェック（バイクタクシー）など、観光客を相手に生計を立てている人々もいる。

## 経緯と被害

泥流により破壊された景色（2014年）

2008年の『ナショナルジオグラフィック』に掲載された記事によれば、国際通貨基金の推定する被害総額は37億ドル（4000億円）でありインドネシアのGDPの1パーセント近くにのぼったという。2013年のBBCの報道では経済損失は40億ドルを超えるとしている。2015年の『AFP』と『フィナンシャル・タイムズ』の報道によれば、被害額は27億ドル（約3300億円）と推定されている。
近隣都市間の幹線道路も泥の被害にあった。スラバヤ-マラン間の高速道路と鉄道が泥の被害を受け、前者は泥により度々閉鎖され、後者は枕木が泥に埋もれレールが屈折するトラブルが発生した。現地の日本語新聞『じゃかるた新聞』によれば、東ジャワ広域で交通や物流が麻痺する事態に発展、後に迂回路となる高速道路が建設されたという。

### 経緯と被害推移
2006年5月29日、シドアルジョ県ポロン郡レノクノゴ村にあったラピンド社のブランタス鉱区バンジャル・パンジ天然ガス田付近で水蒸気噴出が発生した。3日後の6月1日には突然50度の泥が水蒸気と共に噴出した。泥の噴出量は当初の1日5000立方メートルから2カ月後には1億2600万立方メートルまで増加し、同年10月時点で被害面積は415ヘクタール（4.15平方キロメートル）に及び4つの集落が壊滅、家屋1640件などが被災し住民約9100人が家を失い避難した。また被害地域には中小工場の密集する地区もあり、工場20件も被害にあった。同年11月には地下のパイプラインが泥の圧力で爆発する事故が発生した。噴出現場を通過する高速道路の付近で国有石油会社プルタミナのパイプラインが爆発、土木作業員や高速道路の職員など13人が死亡した。また、十数人が重軽傷を負った。
JOGMECジャカルタ事務局長のレビューによれば2007年に被害地域は3郡の12村、640ヘクタール（6.4平方キロメートル）に拡大、2008年には728ヘクタール（7.28平方キロメートル）に達した。東北大学の呉修一らの論文では2011年時点で6.5平方キロメートルが泥水に浸かり、3万人以上に影響が発生したとしている。また、少なくとも1万人が移住せざるをえず、BBCでは7平方キロメートルが埋まり家のない家族が1万3千残されていると報道された。JOGMECのレビューでは2012年8月時点で被害地域に家屋や土地を保有していた住民が1万1881世帯あるとしており、またインドネシアの国家人権委員会 (KOMNAS HAM) の発表によればポロン郡の住宅10426戸が全壊し避難生活をしている被災者が4-6万人いるという。2013年の『じゃかるた新聞』では3町11村の約800ヘクタールに泥が流出し、直接被害にあったのが2381世帯約9千人、避難者約4万人と報じられた。2014年には9月と11月に堤防が決壊して塞き止めていた泥土が流出、9月の決壊では住宅20戸が被害にあった。2015年時点でAFPの報道によれば約4万人が避難していた。2016年のインドネシアの日本語新聞『じゃかるた新聞』では、ポロン郡、タングランギン郡、ジャボン郡の3郡計800ヘクタール（8平方キロメートル）が泥に埋もれ、15村の7万5千人以上が土地を追われたと報道された。2017年の『ナショナルジオグラフィック』によれば泥土は16平方キロメートル近くに拡大し、避難者数は6万人に達した。

#### 泥の噴出量
最初期は1日5000立方メートルだったが、2カ月後には1億2600万立方メートルまで増加した。2006年5月-2009年6月の泥の噴出量は1日あたり11-17万立方メートルであり、最大18万立方メートルにおよんだ。これはオリンピックサイズ・プール50個分に相当する。JOGMECジャカルタ事務所所長のレビューでは2009年7月-2010年5月は1日当たり3万-7万5千立方メートル、2010年6月以降は1万-3万立方メートルの噴出量だとされているが、2015年のAFPの報道では1日あたり3-6万立方メートルだとされている。

### 環境汚染
ルーシーの泥には硫黄などの有毒成分が含まれているため海洋汚染などが懸念されている。実際、ブラウィジャヤ大学などの研究結果は周辺地域の重金属濃度が高いことを示している。現地の環境団体であるインドネシア環境フォーラム (WALHI) は2006年の時点で泥を海に流すことで海の生態系が破壊されると懸念していた。WALHIのレレ・クリスタント (Rere Christanto) は「泥の中に大量の重金属がある」「水や沈殿物だけではなく、魚も汚染されている」と述べた。また、WALHIの東ジャワ支部によれば泥には銅、カドミウム、多環芳香族炭化水素といった有害な重金属や発がん性物質が含まれているという。2016年にはAFPの記事で近隣住民が健康問題や土地と河川の汚染を訴えていると報じられ、『じゃかるた新聞』でも住民が水道水の汚染を報告したと報道された。インドネシア採掘アドボカシーネットワーク (Mining Advocacy Network of Indonesia) のSiti Maimunahは噴出以来4万6千人が呼吸器系の症状を訴えて診察を受けたと述べ、噴出するガスの毒性による健康被害を懸念していると語った。

## 対応
ラピンド・ブランタス社は当初、応急処置として泥土の流出を防ぐために盛り土の堤防を建設したものの、噴出の勢いが強く堤防は各所で決壊した。そこで、横穴を掘るなどしてガス田により重い泥を注入する対策が行われたが、噴出を止めることはできなかったという。後述の大統領令第13号から約2週間後、対策委員会とユドヨノ大統領は事故現場近くを流れるポロン川を通じて泥を海に流すことを決定・指示し、11月22日には敷設された導水路を通じてポロン川への排出が始められたが、泥の排出量は想定を大きく下回った。2007年2月には噴出を止めるため金属の鎖でつないだコンクリート球を投入するという前例のない計画が政府の承認を得て実行されることになった。対策機関は堤防と専用の貯水池を整備し、噴出した泥土は貯水池に貯め、溢れた分は堤防で塞き止め、貯まった泥はポロン川を通じて海に流したが、結局噴出自体を止めることはできなかった。
インドネシア政府はシドアルジョ泥噴出対策庁 (BPLS) を新設し、2007-2014年に計9兆5300億ルピアを歳出した。また、2007年の大統領令でラピンド社には3兆9千億ルピアの賠償金を支払うよう規定された。ラピンド・ブランタス社は子会社のミナラック・ラピンド社を補償金支払い会社として指定し、政府はミナラック・ラピンド社に補償金支払いのため7819億ルピアを貸し付けている。ラピンド・ブランタス社自身が費やした対策費などは報道によって異なり、2016年の『じゃかるた新聞』では同社は2006年以降に災害対策費として8兆ルピアを支払ったとしていると報じられているが、同年の『ジャカルタ・ポスト』の報道では、泥の流出に起因する社会的・物理的問題に対応するために6.1兆ルピアを費やしたと主張しているとされている。

### 政府の対応
2006年6月7日、事故の9日後に当時の東ジャワ州知事イマム・ウトモは州政府だけでは対応できないとして中央政府の支援を求めた。7月15日、スシロ・バンバン・ユドヨノは関連省庁、東ジャワ州、ラピンド社が協力して対策を検討するよう指示し、東ジャワ州に対策本部が設置された。2006年9月、「シドアルジョ泥噴出事故対応委員会に関する2006年大統領通達第13号」が制定され、泥噴出事故対策委員会が活動期間6ヶ月で設置された。2007年3月31日、「シドアルジョ泥噴出対策機関に関する2007年大統領令第14号」が制定され、半永久的な政府機関が設立された。この大統領令では、2007年3月22日付の被害地域地図の範囲の被害に対してはラピンド社が分割払いで支払い範囲外は国家予算から補償すること、最初に20パーセントを支払い残りも2年以内に支払うこと、主要堤防からポロン川の範囲の泥対策費用はラピンド社が負担すること、泥噴出に関するインフラ対策費用は国家予算などから支出することなどが盛り込まれた。
ラピンド社は補償金のうち前払いの20パーセント分は概ね問題なく支払ったものの、残りの完済が大幅に遅れ、政府は当初予定の2009年末から2012年6月まで支払い期限を延長した。だが、2012年6月、ラピンド社副社長は同年年末までの延長を求めて政府の了承を得ており、同年8月時点で支払われた補償金は約2兆9000億ルピアだった。その一方で、2007年の地図範囲外は政府の補償範囲とされたため、被害地域の拡大に伴い政府負担は増加し、2006-2015年に政府が本件に費やした国家予算は約13兆ルピア（約14億4000万ドル）とラピンド社の補償責任である3兆8000億ルピアの4倍近いとJOGMECの高橋は算出している。

### 補償問題
ラピンド・ブランタス社はアブリザル・バクリ国家福祉担当調整相（当時）の親族が株式を保有しており、バクリ財閥の民間石油・ガス企業Energi Mega Persada (EMP) の子会社である。2013年時点でバクリ自身は対応に消極的であり後述するデモなどで批判されることがある。
2013年5月29日、未払いの賠償金の支払いを求める被害者らがデモを実施し、約400人が参加した。デモではゴルカル党党首でありラピンド・ブランタス社をグループ傘下に収めているバクリの対応を批判する声が上がり、参加者らはバクリに責任を果たすよう要求した。この時点で未払いの賠償金が7860億ルピアあったと報じられている。
2013年8月、インドネシアの国家人権委員会 (KOMNAS HAM) はラピンド・ブランタス社が地元住民に対し15の分野で人権侵害を行ったとして同社幹部への刑事責任の追及を求め、被害者への補償は国家予算から行うのではなく全てラピンド社が負担すべきだと主張した。
2014年、補償策を巡って閣内で意見対立が発生した。12月にジョコウィ大統領が総額3兆8300億ルピアの補償金の内約2割の支払いが未払いのため早期完済に向けて対策を検討するよう指示を出した。8日、バスキ・ハディムルヨノ公共事業・国民住宅相は補償窓口であるミナラック・ラピンド社の資産を7810億ルピアで国有化、補償資金にあてるとの方針を発表した。だが、以前から同社救済にあてるだけの予算上の余裕はないとしていたユスフ・カラ副大統領はこれに反発した。カラ副大統領は同日8日に公的資金投入の報道を否定し、ミナラック・ラピンド社は補償金を支払う代わりに住民の土地を相場の3-4倍で買い取る補償策を行っていると非難した。2015年6月、政府はミナラック・ラピンド社に対し補償金支払いのために7810億ルピアを提供することを決定し、大統領令により年利4.8パーセントで4年以内に返済するよう規定されることになった。
2016年の『じゃかるた新聞』の報道によれば、BPLSは未払いの補償金が3.6兆ルピアあるとしている。インドネシアの英語新聞『ジャカルタ・ポスト』によれば、補償金を支払われるべき被災地域の土地所有証明書は3331件あるが、その内86件が未払いだという。ラピンド・ブランタス社は補償金の支払いが滞っている理由として、測量結果と住民が報告する土地状況に差異があるため査定金額に対して不満が生じること、相続権や分配でトラブルになり住民側が補償金をなかなか受け取らないことを挙げている。
2016年1月、ラピンド・ブランタス社は泥流の中心から5キロメートル離れた地点で新たな坑井の掘削を開始した。カラ副大統領は政府がラピンド社に長期間にわたり資金を貸し付けていることを指摘し、政府への負債を返済するために必要なことだと見解を述べた。WALHI東ジャワ支部支部長のOny Mahardikaは災害が発生するリスクがあるとして掘削に反対した。2016年6月時点で、掘削は政府の指示により中断されている。

## 研究

### 噴出期間
2011年にダラム大学のリチャード・デイヴィス (Richard Davies)らはダラム大学の共著者シモン・マティアス(Simon Mathias) が開発したコンピュータモデルを使用し、泥火山の噴出は26年間継続すると推定した。噴出の信頼できる推定値が算出されたのはこれが初めてであり、10年以上継続する可能性が90パーセント、100年以上続く可能性も10パーセントあると推定された。また、この推定値は帯水層に圧力が再度加えられることがないという仮定の下で算出されており、再び圧力がかかれば26年ではすまないとされている。2013年にはカリフォルニア大学バークレー校のマイケル・マンガ教授は日本のALOS衛星の画像を解析した結果、ルーシーが活力を失いつつあることを示し、噴出は2017年までには大体終わるだろうと予測を述べた。

### 噴出の原因
地下に過度の圧力がたまり何らかの振動がきっかけとなり噴出が始まったとされているが、きっかけとなった振動については科学者の中でも意見が分かれており、泥火山噴出の2日前に約260キロメートル離れたジョグジャカルタで発生したマグニチュード6.3の地震が原因だとする説、噴出口から150メートルの位置にあるバンジャル・パンジ (Banjar Panji) 天然ガス田が原因だとする説の2つがある。
2008年にケープタウンで米国石油地質家協会の会議が開催され、双方の仮説の支持者がディベートを行った。ダラム大学のリチャード・デイヴィスは新たに公開された試掘井のデータからは噴出の原因となった圧力の上昇が読み取れると主張したが、ラピンド・ブランタス社の掘削アドバイザーであるロッキー・サウォロ (Rocky Sawolo) はそのデータの圧力は許容範囲内に収まっていると反論した。彼の同僚でオスロ大学のアドリアーノ・マッツィーニ (Adriano Mazzini) は地震が原因だと主張したが、カーティン大学のマーク・ティンゲイ (Mark Tingay) は地震のマグニチュードは6.3と小さすぎると反論した。投票の結果、議論を聞いた地質学者ら74人の内42人が掘削が原因だとする説を支持し、13人が地震と掘削の両方が原因だとし、16人は証拠不十分と判断、地震のみが原因だとしたのは3人だけだった。この投票結果に対し、議長を務めたエジンバラ大学のジョン・アンダーヒル (John Underhill) は「圧倒的大差」で掘削が最有力の原因として支持されたと述べた。
2007年の『GSAトゥデイ』では、ガスの試削井が地下2800キロメートルの高圧の岩石を刺激したのが原因だという説が掲載された。2008年の『ナショナルジオグラフィック』の特集記事では、同じく掘削が原因だとするダラム大学のリチャード・デイヴィスの見解が報じられたが、彼は地震はあまり大規模ではなく震源も遠いと指摘し、自身の調査で掘削が原因だという有力な調査が得られたと述べた。2013年に『ネイチャー ジオサイエンス』に掲載された論文では、ボン大学のスティーブン・ミラー (Stephen Miller) らのコンピュータモデルを使用した研究によりジャワ島中部の地震が原因だと主張している。だが、リチャード・デイヴィスはこの論文に懐疑的であり、井戸の圧力は地震以前から高かったと指摘、圧力が高い状態で適切な措置をとらずに採掘用のドリルを引き抜いたことが原因だと主張した。また、2015年に『ネイチャー ジオサイエンス』に掲載された論文もミラーらの論文に異論を唱えており、掘削作業中に測定されていた天然ガスの濃度と組成を分析して、原因は地震ではなく天然ガスの掘削調査だと主張している。この論文の共同執筆者であるアデレード大学のマーク・ティンゲイによると、地震により地下深部の粘土が液状化して噴出した泥土の発生源となったのであれば大規模な天然ガスの噴出により泥流が上昇し地上に噴出するはずだが、分析結果はそのような天然ガスの噴出が発生していないと示していたという。2017年夏に『マリン・アンド・ペトロリアム・ジオロジー』に掲載された論文では、ジョグジャカルタの地震が原因だと提唱している。

### 泥の流出
2006年11月22日、敷設された導水路を通じて貯蔵されていた汚泥がポロン川へと排出され始めた。だが、この泥には硫黄などの有毒成分が含まれているため海洋汚染などが懸念されている。また、ポロン川の上流には人口の多い地域や穀倉地帯を流れるブランタス川があり、ポロン川に泥が堆積することで洪水疎通能力が低下し、これまでのダム貯水池の建設や河川改修による洪水被害減少に悪影響を及ぼす可能性も懸念された。だが、2013年に『土木学会論文集』に掲載された論文によれば、ポロン川では乾季に泥が堆積するものの雨季には流量増加により堆積物が流出しており、2007-2009年にはルーシーからの泥土の噴出量が1日当たり約8万立方メートルから約4万立方メートルまで半減し、泥土の堆積量も約3分の1に減少していたことから、ポロン川の堆積汚泥は年々減少していると考えられている。

### その他の研究
2017年の『ジャーナル・オブ・ジオフィジカル・リサーチ』に掲載された論文では、長期に渡り噴出が継続している原因はジャワ島東部のアルジュノ＝ウェリラン火山複合体だとする説が提唱された。アドリアーノ・マッツィーニを主著者とするこの論文では、火山複合体最北端のマグマ溜まりからルーシーのある堆積盆地にトンネルがつながっており、マグマが堆積物を焼いて常に圧力を高め続けていると主張している。だが、この説には異論もあり、アデレード大学の火山学者マーク・ティンゲイは以前の測定との矛盾を指摘している。

## ギャラリー

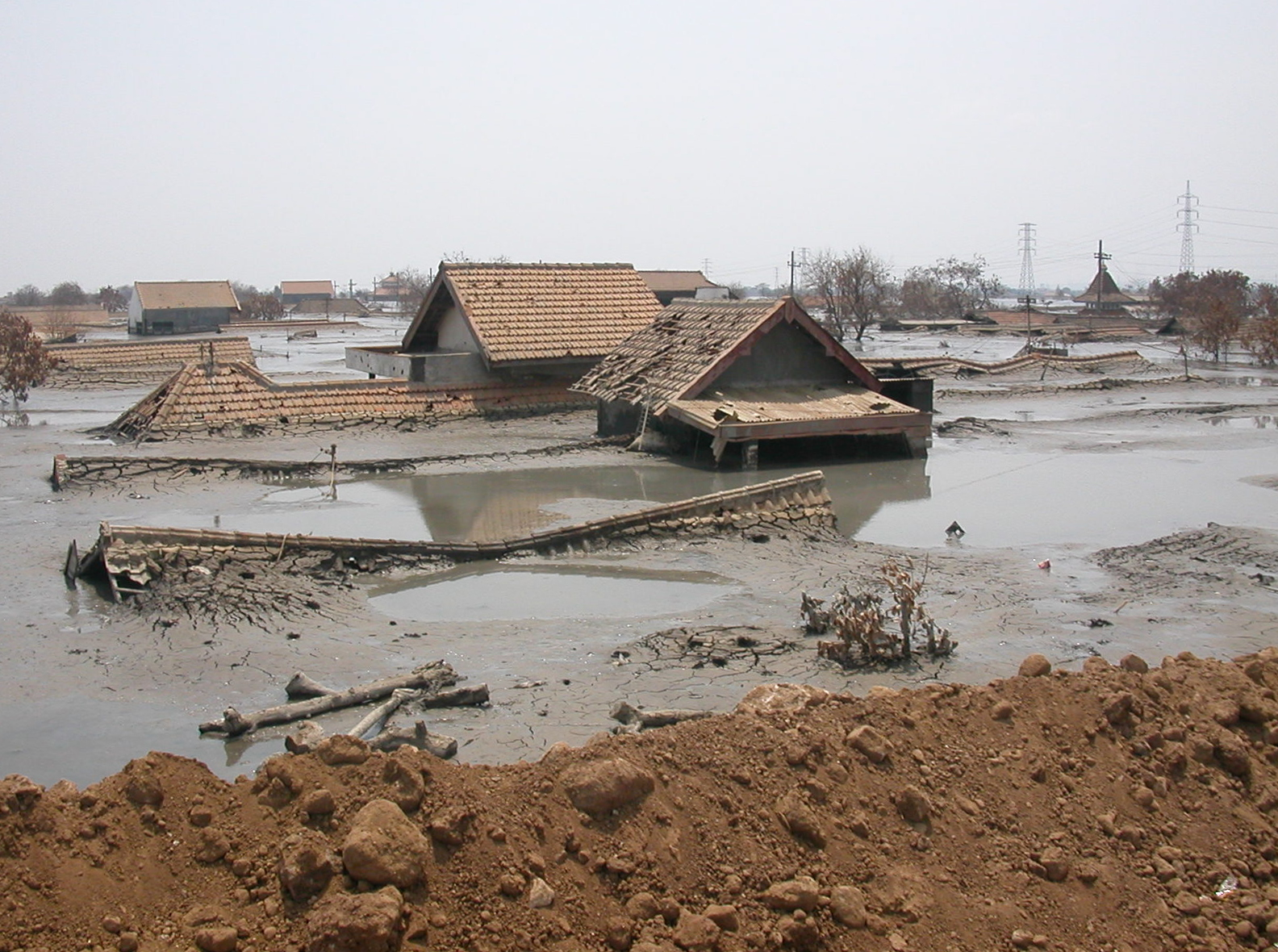
噴出した泥に沈んだ田園地帯。
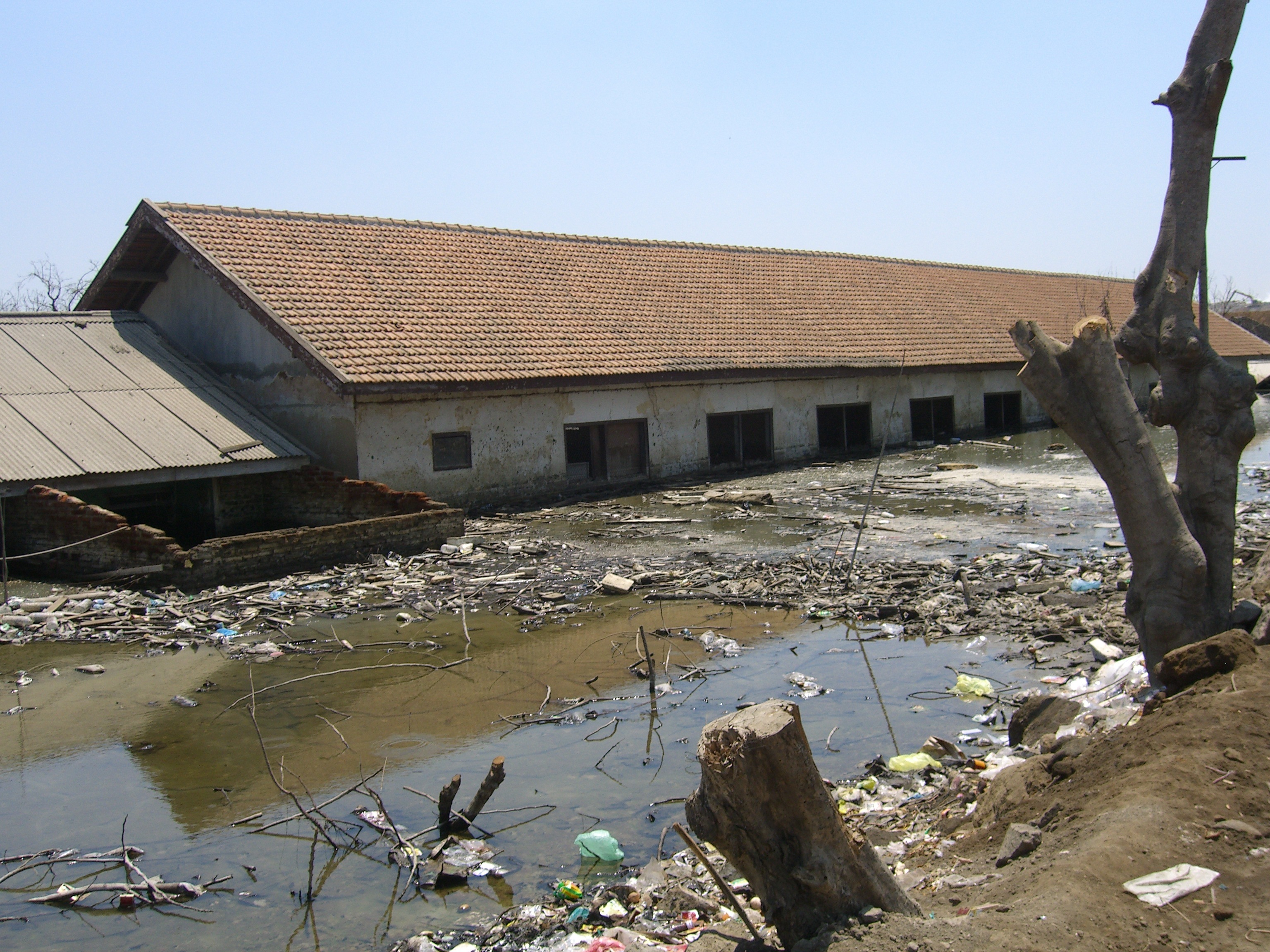
泥で破壊された学校。（2007年）
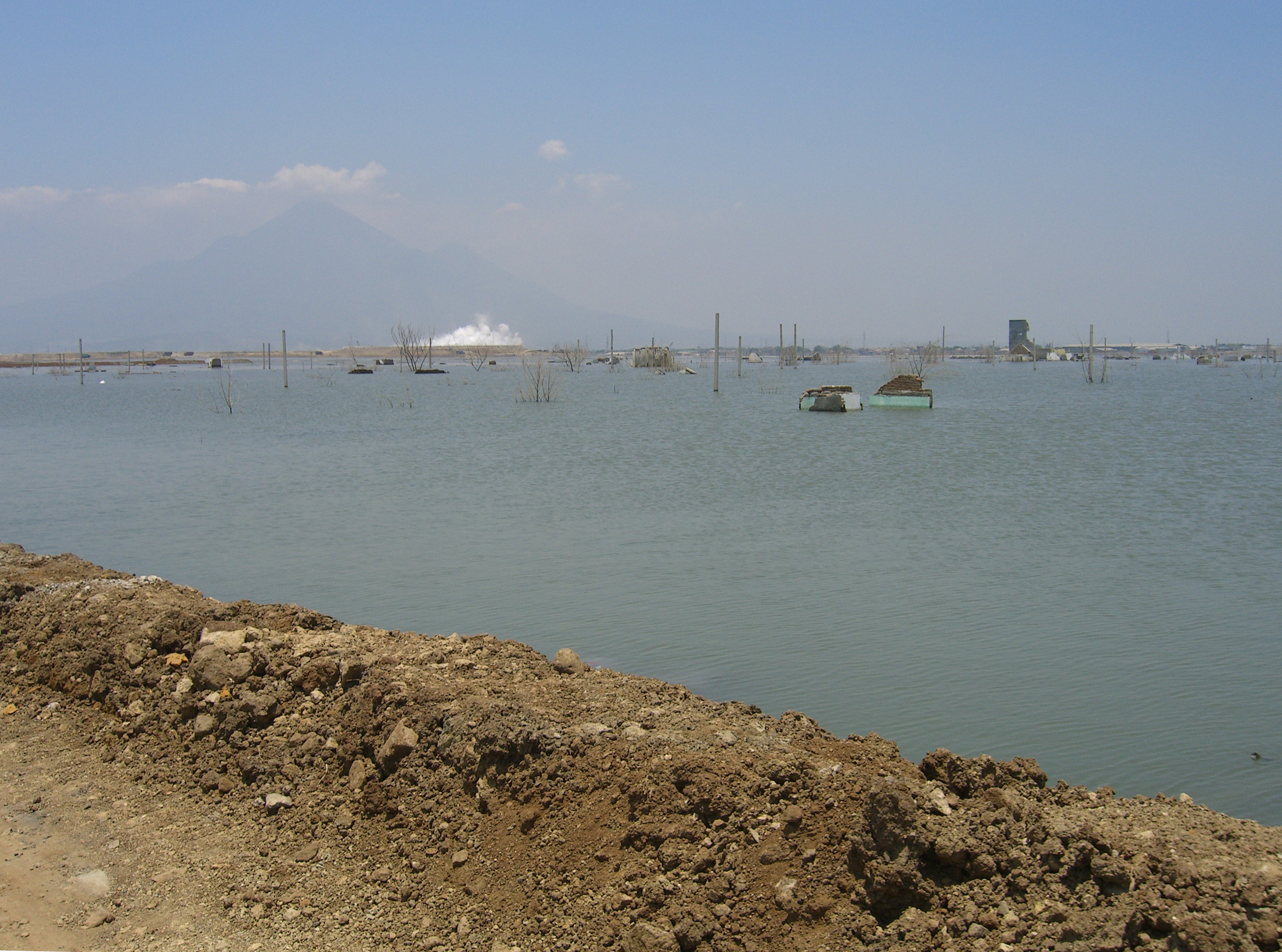
泥により生まれた湖。泥が噴出しているのが見える。（2007年）
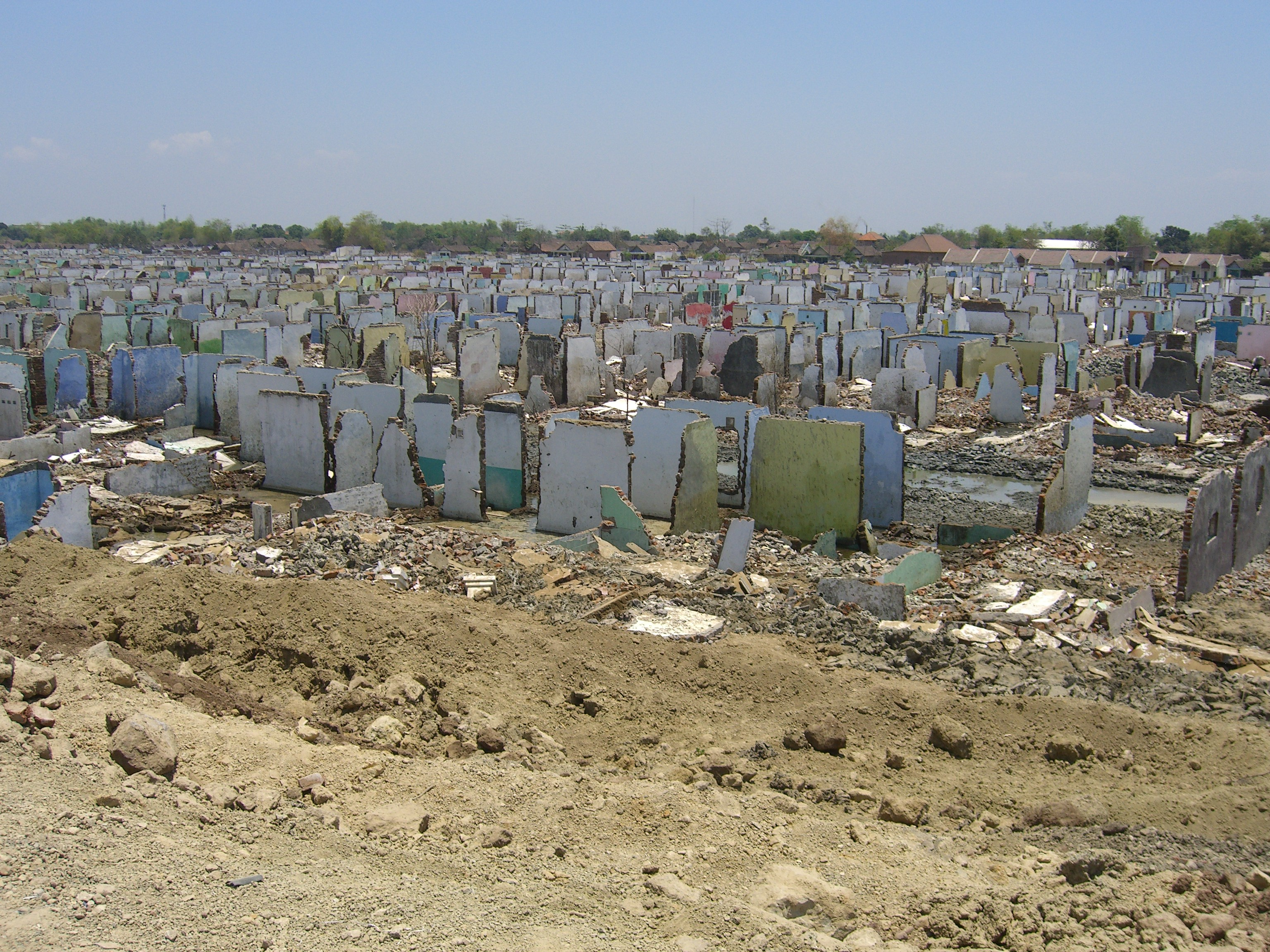
被害を受けた町の跡地。（2007年）